# ボルショド・アバウーイ・ゼンプレーン県
ボルショド・アバウーイ・ゼンプレーン県（Borsod–Abaúj–Zemplén (ハンガリー語: Borsod-Abaúj-Zemplén vármegye, 発音 [ˈborʃod ˈɒbɒuːj ˈzɛmpleːn]; スロバキア語: Boršodsko-abovsko-zemplínska)）は、ハンガリーの県。県都はミシュコルツ。ハンガリーの県のなかで、面積・人口ともに二番目の規模である。

## 地理
県の北境はスロヴァキアとの国境であり、県の東境でサボルチ・サトマール・ベレグ県、南東境でハイドゥー・ビハル県、南西境でヘヴェシュ県、西境でノーグラード県と接している。北部は山地であり、南部には平野が広がっている。

## 主な市町村
この県には以下の市町村が含まれる。 
- アバウイサーントー、ベケチ、ボドログケレスツル、ボドロゴラシ
- ボドログセギ、エルデーベーニェ、エルデーホルヴァチ
- ゴロプ、ヘルツェグクト、カーロリファルヴァ
- レジェシュベーニェ、マード、メゼーゾンボル、モノク
- オラスリスカ、オンド、ラートカ、シャーラジャダーニ
- シャーロシュパタク、セギロン、セレンチ、タルカル
- ターリャ、トカイ、トルチヴァ、ヴァーモシュイファル
- ヴェーガルドーおよびシャートラリヒャウィヘリ市

## 経済
地下資源に恵まれており、「ハンガリーのルール地方」とも称されたこの地で、第二次世界大戦後の共産党政権時代に工業化が進められた。共産党が対外的に示した成果は目覚ましいものであったが、共産党政権の崩壊後は経済の低迷が顕在化し、市場主義経済に巻き込まれる中で、ハンガリー有数の高失業率地域となった。
また、県内のトカイとその周辺は貴腐ワインの産地として有名であり、国内のみならず海外にまで幅広く輸出されている。

## 歴史
第二次世界大戦後、かつての3県が結びついて成立した。共産党政権下で、重点的に重化学工業の振興が図られた。しかし、東欧革命を経て共産党政権が崩壊すると、市場経済の中で深刻な不況に陥った。現在は、その多様な自然景観などを基盤として、各地で観光産業への転換が図られている。

## 人口動態
| 年   | 人口    | ±%     |
| ---- | ------- | ------ |
| 1949 | 630,621 | —      |
| 1960 | 725,303 | 15.01% |
| 1970 | 776,750 | 7.09%  |
| 1980 | 809,468 | 4.21%  |
| 1990 | 761,963 | -5.87% |
| 2001 | 744,404 | -2.30% |
| 2011 | 686,266 | -7.81% |
| 2015 | 667,594 | -2.79% |
| 2018 | 648,216 | -2.99% |

## 政治

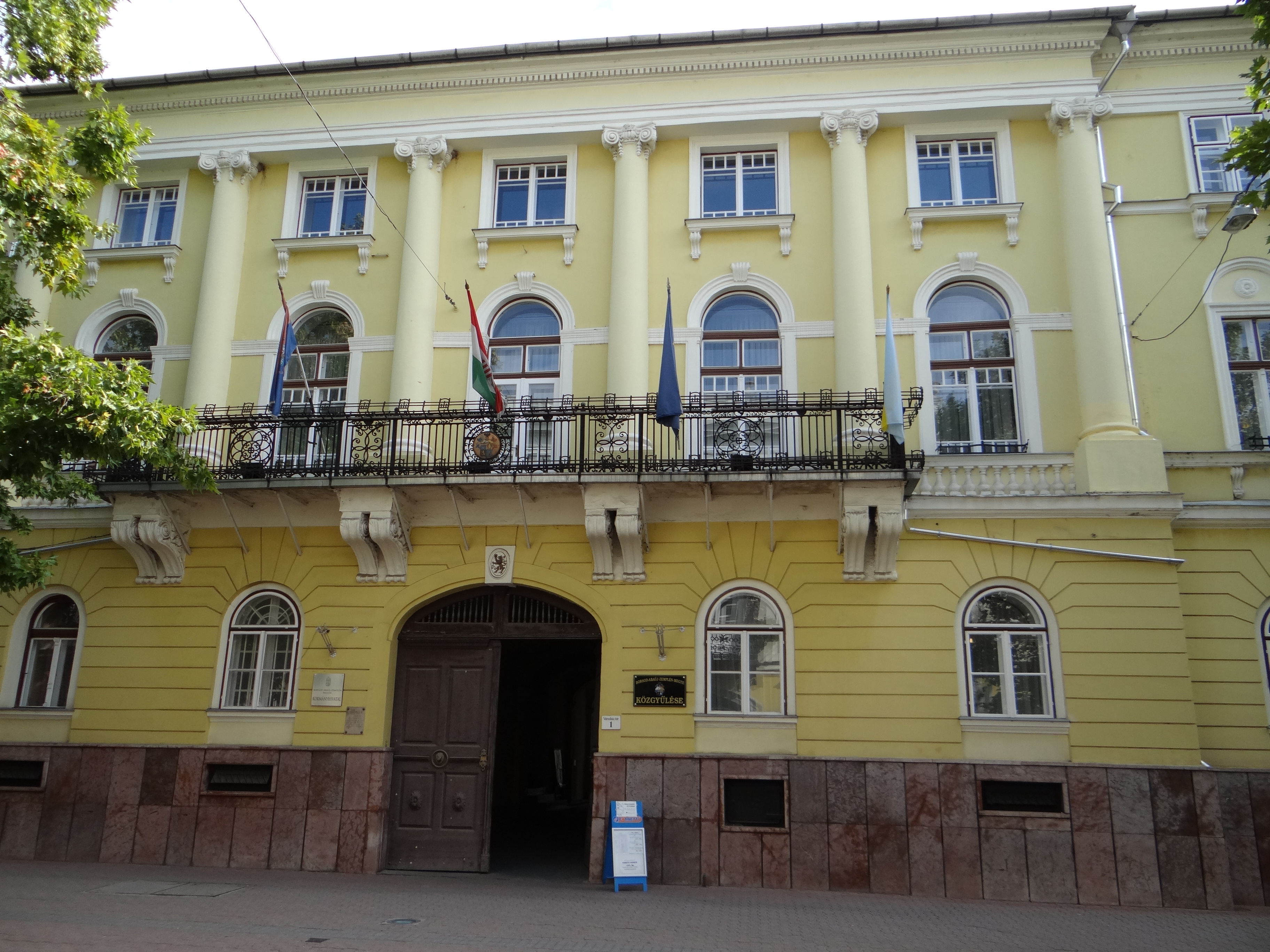
ボルショド・アバウーイ・ゼンプレーン県庁

### 県議会
| 政党・会派 | 政党・会派  | 議席数 |
| ---------- | ----------- | ------ |
|            | Fidesz-KDNP | 18     |
|            | 野党連合    | 8      |
|            | 民主連合    | 3      |

## 写真

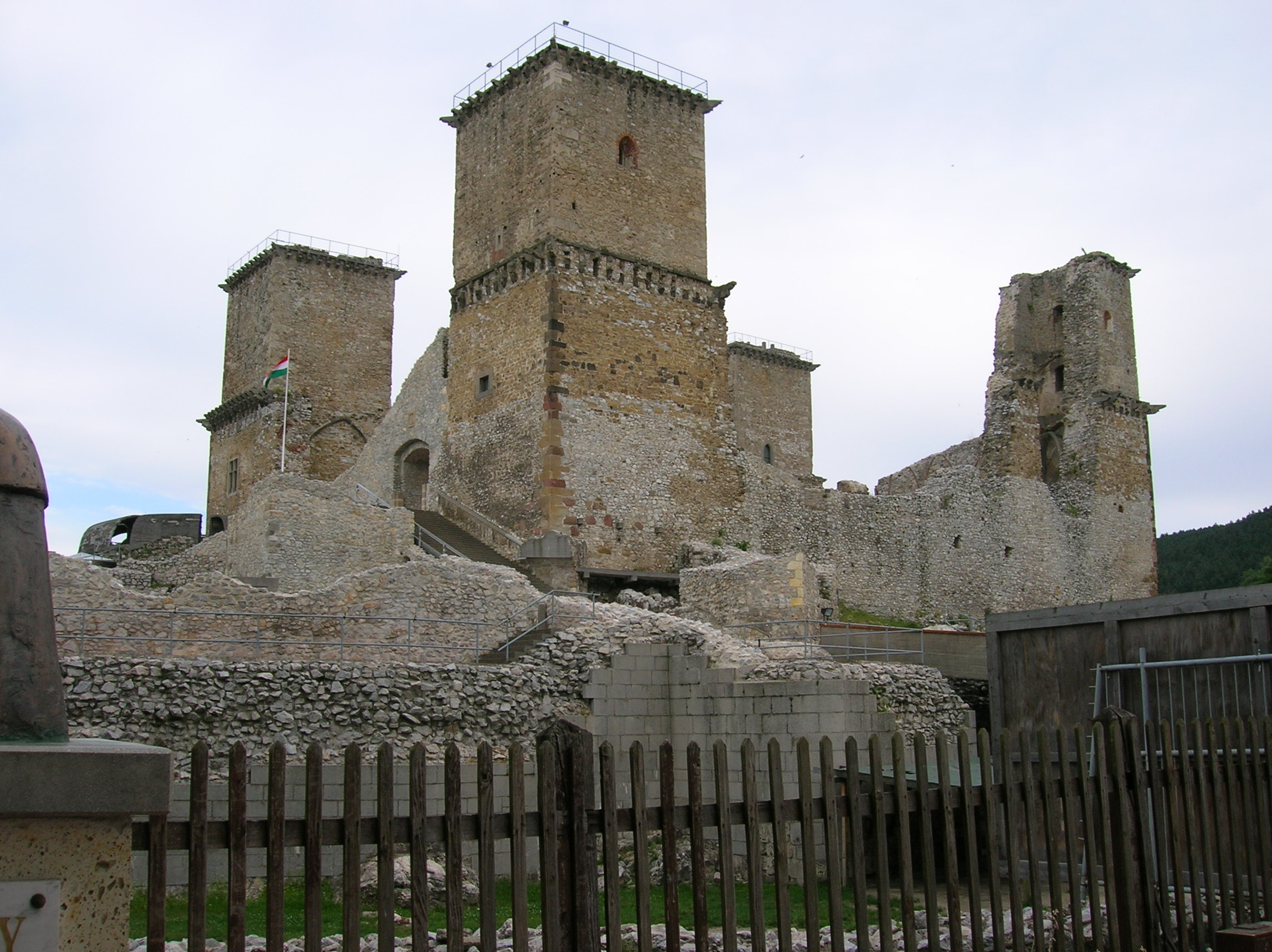
ディオーシュジュール城
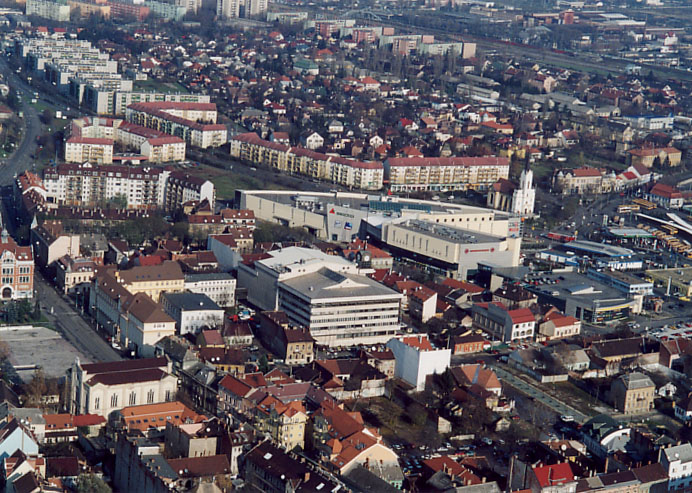
ミシュコルツの市街風景
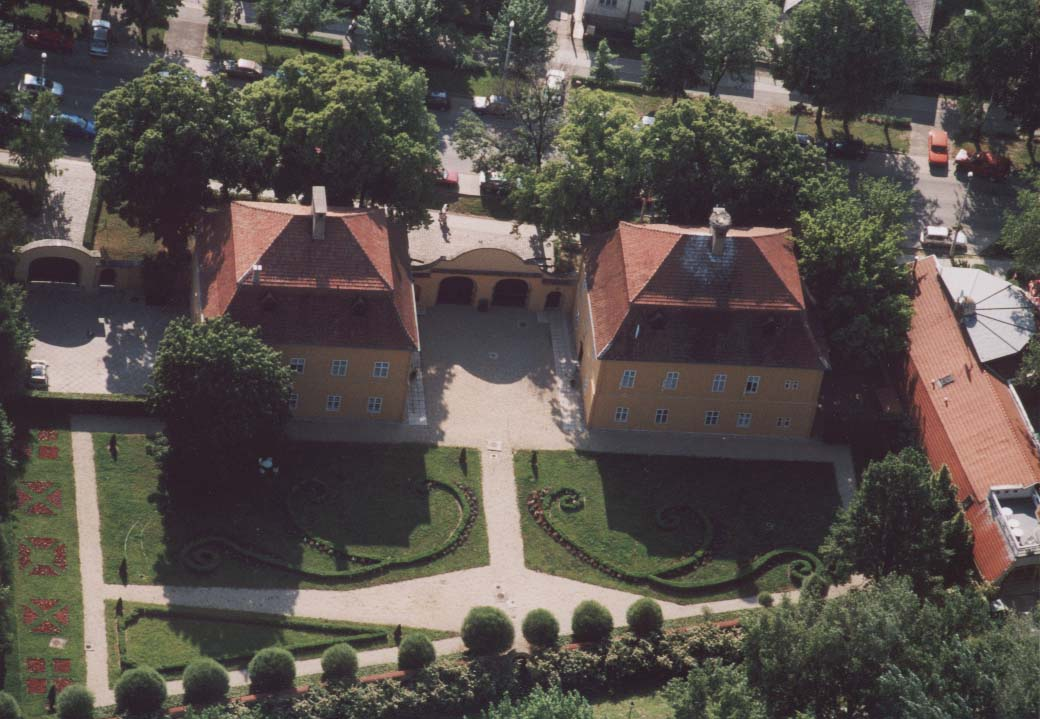
トカイ城